# وو نانا
وو نانا (بالصينية: 吴娜娜) مواليد 4 مارس 1990، هي لاعبة كرة يد صينية تلعب كجناح أيسر. مثلت منتخب الصين لكرة اليد للسيدات.

## سجل المنافسة
شاركت في البطولات التالية:
- بطولة العالم لكرة اليد للسيدات 2011
- بطولة العالم لكرة اليد للسيدات 2013
- بطولة العالم لكرة اليد للسيدات 2015